# Богаєвський Овксентій Трохимович
Овксе́нтій Трохи́мович Богає́вський  (*25 грудня 1848, Устивиця — †5 грудня 1930) — український хірург, науковець, громадський діяч.

## Біографія
Народився у селі Устивиця Миргородського повіту Полтавської губернії в дворянський родині. Рано навчився грамоті. Його батько Трохим Богаєвський був донським козаком, який отримав дворянський титул за службу (25 років) у царській армії. Всі четверо його синів здобули освіту, двоє стали лікарями.

### Освіта
Овксентій спочатку закінчив у Миргороді 3-класне училище, потім повітове, а згодом і Полтавську класичну гімназію. Великий вплив на нього в юнацькі роки справила постать вчителя і письменника-демократа Анатолія Свидницького, відомого нащадкам по роману-хроніці «Люборацькі», який по праву називали енциклопедією тогочасного життя.
У 1869 році Овксентій разом із другом дитинства Іваном Зубковським вступає на медичний факультет Київського університету. На весь випуск О.Богаєвський один дістав дозвіл на проходження курсів удосконалення при Санкт-Петербурзькій медико-хірургічній академії після закінчення медичного факультету Київського університету у 1874 році.

### Лікарська робота
Повернувшись звідти через рік, ставши повноправним лікарем, опинився на посаді дільничного лікаря в Комишні, що під Миргородом. Тут він один мав обслуговувати до 40 тисяч населення. Чітка громадянська позиція лікаря, вимоги до санітарного стану місць праці та побуту селян мало кому подобалися. Його звинувачують у приналежності до таємних гуртків, які наглядають за пересуванням, підслуховують розмови, анотують найнебезпечніші для влади висловлювання. Конфлікт з керівною верхівкою призвів до того, що, відпрацювавши термін, обов'язковий для випускників, через три роки він залишив рідну Миргородщину і на деякий час переїхав на Чернігівщину. Згодом знову повертається, щоб працювати у Шишаках.
Там його було обрано гласним земства, Овксентій Богаєвський стає керівником медичної секції, яка об'єднувала 10 лікарів Полтавщини. На цей час припадає початок його науково-літературної діяльності. Він друкується в журналах «Русская медицина», «Здоровье», «Земство», складає «Нарис діяльності Шишацької земської лікарні» за 5 років. На підставі незаперечних даних, використовуючи всі можливості, які мав, за прикладом О. Герцена в «Колоколе», дзвонить в усі дзвони, показуючи дійсні причини поширення туберкульозу, холери, тифу, скарлатини, дифтерії, інших захворювань, у тому числі венеричних.
Через якийсь час по тому земство робить його керівником, а за посадою старшим лікарем Кременчуцької міської лікарні. Овксентій Богаєвський здійснює структурну перебудову лікарняного закладу, його переоснащення, придбання нового, у тому числі досконалого закордонного обладнання: революція торкнулася насамперед перев'язної, операційної та інших приміщень. Впроваджуються нововведення щодо виконання самих операцій, запобігання гнійних ускладнень, знеболювання. Кременчуцька міська лікарня у 1883 році мала 8 корів, свій сад, город. Уся продукція йшла до столу хворих. Більш того, через великий наплив до лікарні людей із статками в одному з приміщень обладнали пансіонат для заможних громадян першого та другого класу. Вони перебували в кращих побутових умовах, діставали калорійніше харчування. Для подружніх пар будувалось житло, працівники мали низку пільг, одержували надбавки до зарплати. Безкоштовно видавалися лікарняні сукні, халати. Було відкрито бібліотеку з книжками та періодикою тощо.
Ця провінційна лікарня стала відомою. Сюди в повному складі приїздять делегати київського з'їзду лікарів, учасники Пироговського з'їзду. Постійні гості Кременчука — визначні діячі медицини як Росії, так і зарубіжжя. Вони хотіли не лише побачити лікаря та оновлену завдяки його старанням лікарню, а й вивчити багатий передовий на той час досвід, здобутий у лікувально-профілактичній роботі, організації хірургічної справи, а особливо у здійсненні операцій на оці, що висунуло Кременчук на роль провідного офтальмологічного центру.
О. Богаєвський не тільки приймав гостей, а й сам чимало їздив по світу. Він вивчає організацію медико-санітарної служби в Москві, Санкт-Петербурзі, Берліні, Парижі, Відні, бере участь в з'їздах, конференціях, що проводяться в найкращих клініках світу. Він обирався членом кількох міжнародних лікарських об'єднань, був делегатом майже всіх Пироговських з'їздів.
О. Богаєвський організував в Кременчуці при лікарні чотирирічну жіночу фельдшерську школу на 160 осіб, яка готувала так званих повитух та фельдшериць для всієї губернії.
У 1911 Київський університет присвоїв Богаєвському науковий ступінь доктора медицини без захисту дисертації. У 1913 році Богаєвський залишив роботу і у 65-річному віці стає консультантом своєї та єврейської міської лікарні. Працював до самої смерті. Помер 5 грудня 1930 року.
На жаль, могила О. Богаєвського не збереглася.

## Хірургічна діяльність
За встановленою традицією, старший лікар повинен був особисто очолювати хірургічну службу. Досвід Богаєвського, добрі базові знання, читання відповідної літератури та цікавість досвідом колег допомогли йому у цій царині, але для роботи в такому обсязі, що надавався у великому промисловому місті, ще не був готовий. Тому, користуючися з того, що дістав житло на території лікарні, буквально дні і ночі проводить в операційній, анатомці. Поглиблює знання з топографічної анатомії, оперативної хірургії, відточує техніку хірургічних втручань.
О. Т. Богаєвський прославився як хірург-новатор з широким діапазоном хірургічної діяльності. Першим в Україні здійснив резекцію шлунка з приводу ракового захворювання із сприятливим віддаленим результатом.
Написав 85 наукових праць, створив велику школу хірургів-практиків, брав участь у роботі багатьох російських та 4 міжнародних хірургічних з'їздів.